# Ophiuros papillosus
Ophiuros papillosus là một loài thực vật có hoa trong họ Hòa thảo. Loài này được Hochst. mô tả khoa học đầu tiên năm 1844.